# Iwan Pawłow
Iwan Pietrowicz Pawłow (ros. Иван Петрович Павлов, ur. 14 września?/26 września 1849 w Riazaniu, zm. 27 lutego 1936 w Leningradzie) – rosyjski fizjolog, laureat Nagrody Nobla w dziedzinie fizjologii lub medycyny z roku 1904.

## Życiorys
Rodzice Iwana Pawłowa, Piotr Dmitrewicz oraz Warwara Iwanowna z Uspienskich, byli wyznania prawosławnego i chcieli, aby ich syn został duchownym. W 1864 Pawłow ukończył w rodzinnej miejscowości wyznaniową szkołę podstawową i wstąpił do Riazańskiego Seminarium Duchownego. Na ostatnim roku przeczytał książkę Sieczenowa Odruchy mózgowe. Ta praca odmieniła jego życie – nie chciał już być duchownym. Stał się ateistą, po czym w 1870 roku rozpoczął studia prawnicze na uniwersytecie (po seminarium nie każdy kierunek studiów można było wybrać), lecz już po 17 dniach przeniósł się na fakultet przyrodniczy na wydziale nauk ścisłych Uniwersytetu Petersburskiego. Specjalizował się w fizjologii zwierząt u Ilii Cjona i Owsiannikowa. Obok Sieczenowa zajmował się nerwową regulacją. Kiedy Sieczenow musiał wyjechać do Odessy jego miejsce zajął Cjon. To od niego Pawłow nauczył się przeprowadzać operacje chirurgiczne.
W 1875 Pawłow zaczął 3. rok studiów w Cesarskiej Akademii Medyczno-Chirurgicznej. Równocześnie w latach 1876–1878 pracował w laboratorium fizjologicznym K.N. Ustimowicza. Po ukończeniu CAMCh, w 1879 został szefem laboratorium fizjologicznego w klinice Botkina. Obronił pracę doktorską pt. O nerwach odśrodkowych serca w 1883. Lata 1884–1886 spędził za granicą, w laboratoriach Wrocławia oraz Lipska. W 1890 został profesorem katedry farmakologii Cesarskiej Wojskowej Akademii Medycznej (nowa nazwa uczelni) a w 1896 prowadzącym katedrę fizjologii. Na tym stanowisku pozostał do 1924. Równocześnie od 1890 prowadził także laboratorium fizjologiczne przy świeżo organizowanym Instytucie Medycyny Eksperymentalnej. W 1901 został członkiem korespondentem, a od 1907 członkiem rzeczywistym (zwyczajnym) Petersburskiej Akademii Nauk. W tym samym roku został członkiem zagranicznym Królewskiej Holenderskiej Akademii Sztuk i Nauk.
Ponad 10 lat zajęło mu opracowanie metody uzyskiwania trwałej przetoki żołądkowej. Trudność polegała na tym że sok żołądkowy trawił ścianki żołądka w miejscach cięcia i przedostawał się do jamy brzusznej, powodując liczne powikłania psujące eksperymenty. W końcu udało mu się opracować skuteczną metodę (wszywał blaszane rurki z szerokim kołnierzem osłaniającym miejsce cięcia), dzięki której mógł uzyskiwać z przetoki żołądkowej czyste soki trawienne. Dołączając do tego inne przetoki rozmieszczone na całej długości przewodu pokarmowego, od ślinianek, na jelicie grubym kończąc, mógł pobierać i badać wydzieliny z różnych obszarów układu trawiennego i poddawać je badaniom. Robił eksperymenty z pozornym karmieniem (pokarm po pogryzieniu i przełknięciu nie dostawał się do żołądka, lecz wydostawał się na zewnątrz) oraz z pozorną defekacją (zaszywał przewód pokarmowy na początku dwunastnicy). Dzięki tym operacjom odkrył wiele nowych, fundamentalnych faktów z dziedziny fizjologii trawienia i odruchów wydzielniczych. Swoje odkrycia zrelacjonował w 1904 na międzynarodowym kongresie fizjologów w Madrycie. W tym samym roku dostał nagrodę Nobla w dziedzinie medycyny za wieloletnie badania nad fizjologią trawienia – tym samym został jej pierwszym rosyjskim laureatem.
Na tym samym kongresie madryckim Pawłow zasygnalizował ciekawe zjawiska związane z działalnością układu nerwowego, rozwiązaniu których poświęcił następne 35 lat życia. Już wtedy pojawiły się takie pojęcia jak wzmocnienie, odruch bezwarunkowy, odruch warunkowy będące podstawą teorii warunkowania a w szczególności warunkowania klasycznego.
Rewolucja październikowa oraz pierwsze lata po niej spowodowały zastój w rosyjskiej nauce. Stabilizacja sytuacji pozwoliła władzom Rosji Radzieckiej zwrócić uwagę na naukę. Wkrótce Pawłow, zwłaszcza gdy odmówił wyjazdu na stałe do Sztokholmu na zaproszenie Szwedzkiej Akademii Nauk, gdzie obiecywano mu postawienie specjalnie dla jego badań nowego instytutu, stał się ulubieńcem władz, a jego badania uzyskały priorytet. W 1925 został kierownikiem Instytutu Fizjologii Akademii Nauk ZSRR.

## Miejsce spoczynku
Został pochowany w Leningradzie, na Cmentarzu Wołkowskim w części dla zasłużonych zwanej Literackie mosty.

## Upamiętnienie
Na jego cześć nazwano planetoidę (1007) Pawlowia.
W 1949 Grigorij Roszal zrealizował o nim film Życie dla nauki (ros. Академик Иван Павлов, Akadiemik Iwan Pawłow) z Aleksandrem Borisowem w roli głównej.

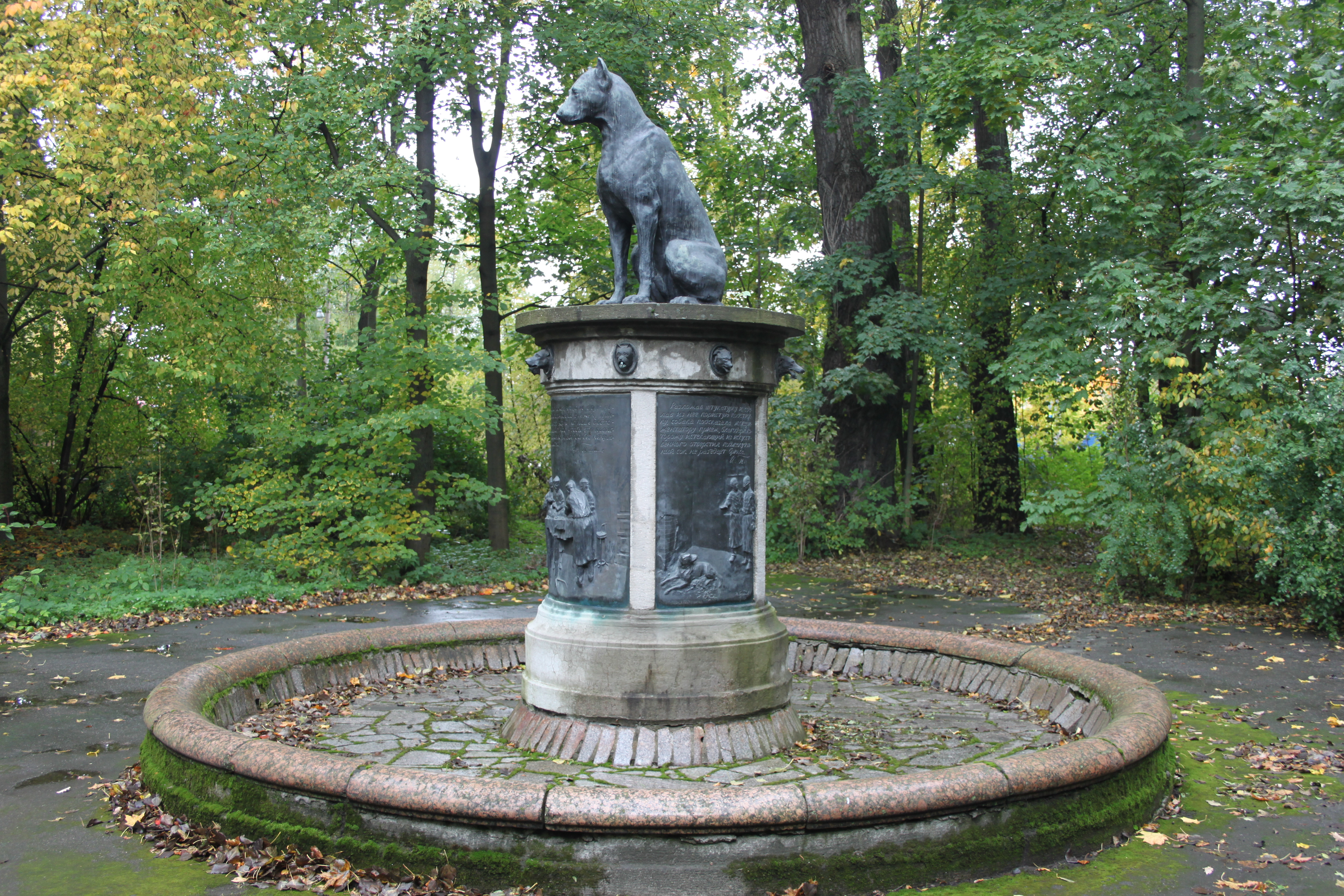
Pomnik Psa Pawłowa

Pod koniec naukowej działalności uczonego, studenci Cesarskiej Wojskowej Akademii Medycznej w Petersburgu wręczyli Pawłowowi album z 40 zdjęciami jego psów, a w 1935 r. w jego ośrodku badawczym wzniesiono Pomnik Psa Pawłowa.

## Dorobek naukowy
Badając fizjologię wydzielania śliny stwierdził, że psy wydzielają ślinę nie tylko w trakcie posiłku, ale także w reakcji na bodziec, który posiłek poprzedzał. Jedzenie, powodujące ślinienie nazwano pierwotnym bodźcem kluczowym, a metronom, gwizdek bądź kamerton bodźcem obojętnym. W wyniku stałego towarzyszenia bodźców obojętnych bodźcom kluczowym następowało przekształcenie bodźców obojętnych we wtórne bodźce kluczowe. Zjawisko to Pawłow nazwał odruchem warunkowym, w odróżnieniu od wrodzonego odruchu bezwarunkowego czyli ślinienia się na pierwotny bodziec kluczowy (pokarm). Dalsze badania doprowadziły do odkrycia praw nabywania odruchów warunkowych.
Iwan Pietrowicz Pawłow zajmował się także działalnością układu nerwowego jako całości. Na podstawie swoich badań określił cztery rodzaje układu nerwowego jako fizjologiczną podstawę typologii temperamentów Hipokratesa-Galena. Kryteriami służącymi wyodrębnianiu tych rodzajów były: siła układu nerwowego, jego zrównoważenie oraz siła procesów pobudzania/hamowania. Wyróżnił:
- melancholika – o słabym układzie nerwowym
- choleryka – charakteryzującego się silnym układem nerwowym i brakiem równowagi między procesami pobudzania i hamowania
- flegmatyka – z silnym układem nerwowym, charakteryzującego się równowagą między słabymi procesami hamowania i pobudzania
- sangwinika – mającego silny układ nerwowy, charakteryzujący się równowagą między silnie zaznaczającymi się procesami hamowania i pobudzenia.

Ten podział został wykorzystany do badania temperamentu ludzi za pomocą kwestionariusza PTS (Pavlovian Temperament Survey) autorstwa Jana Strelaua.
W 1950 pod hasłem obrony dziedzictwa pawłowskiego odbyła się w Moskwie konferencja fizjologów radzieckich. Przewodzili jej K. M. Bykow oraz A. G. Iwanow-Smoleński. Różne cytaty z dzieł Pawłowa uznano wtedy za niepodważalne pewniki. Ograniczyło to swobodę prac naukowych a wkrótce bardzo obniżyło rangę radzieckiej fizjologii, psychologii oraz psychiatrii, przy okazji, zupełnie niezasłużenie również rangę osiągnięć samego I. P. Pawłowa.